# Gare de Lentilly
Cet article possède un paronyme, voir Gare de Gentilly.
La gare de Lentilly est une gare ferroviaire française située sur la commune de Lentilly dans le département du Rhône et la région Auvergne-Rhône-Alpes.

## Service voyageurs

### Accueil
Halte SNCF, c'est un point d'arrêt non géré (PANG) à entrée libre.

### Dessertes

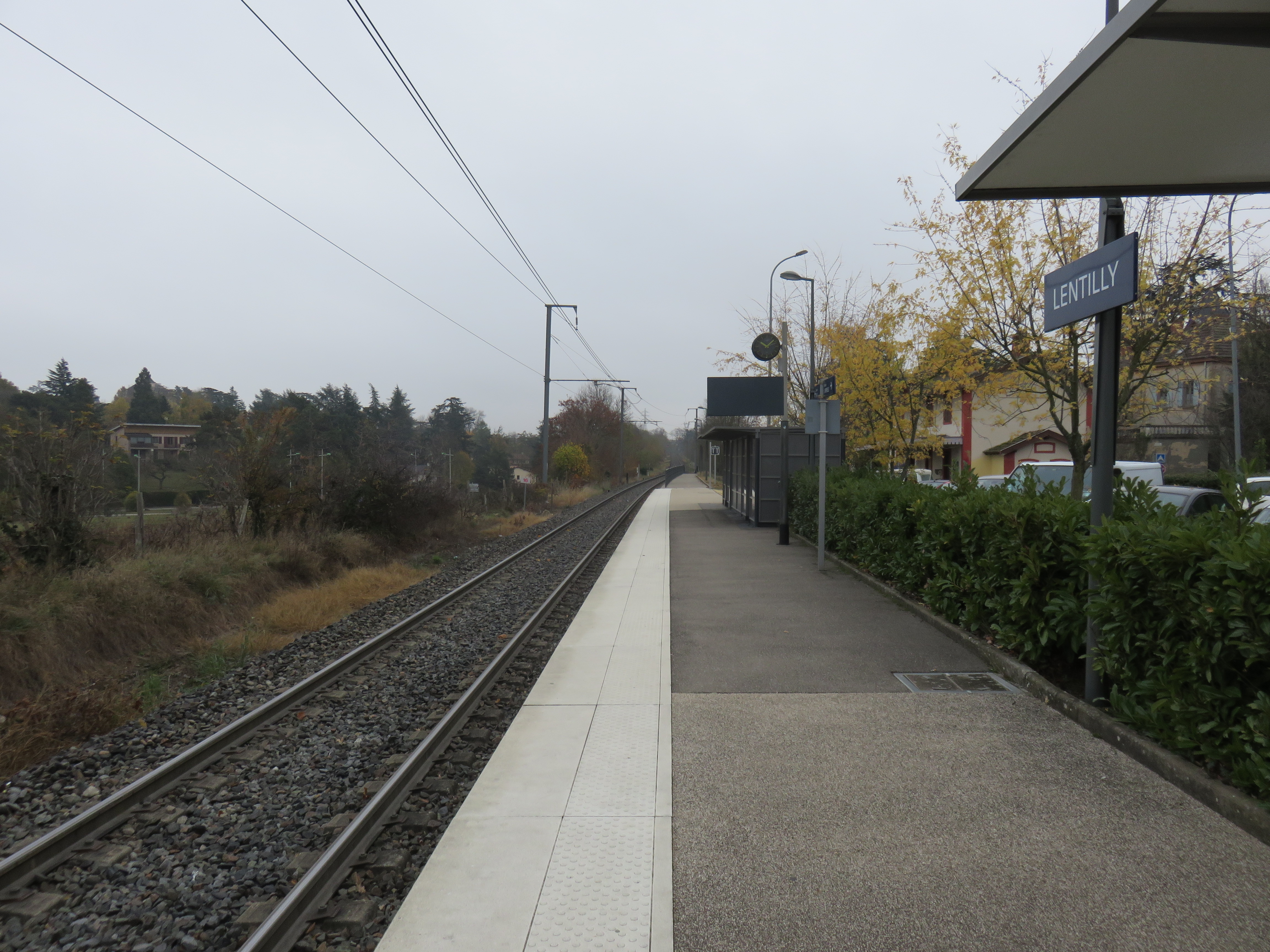
Vue du quai unique en direction de Lyon

Lentilly est desservie par des trains du réseau TER Auvergne-Rhône-Alpes (ligne Sain-Bel - Lyon).